# Центр (квартал в Скопье)
Центр (макед. Центар) — центральная часть города Скопье, квартал вокруг площади Македония. Преобладают административные и офисные здания, а также государственные учреждения. Является частью общины Центр.
Границами квартала являются улицы Святого Климента Охридского, Святых Кирилла и Мефодия, Кочо Рацина и Гоце Делчева.

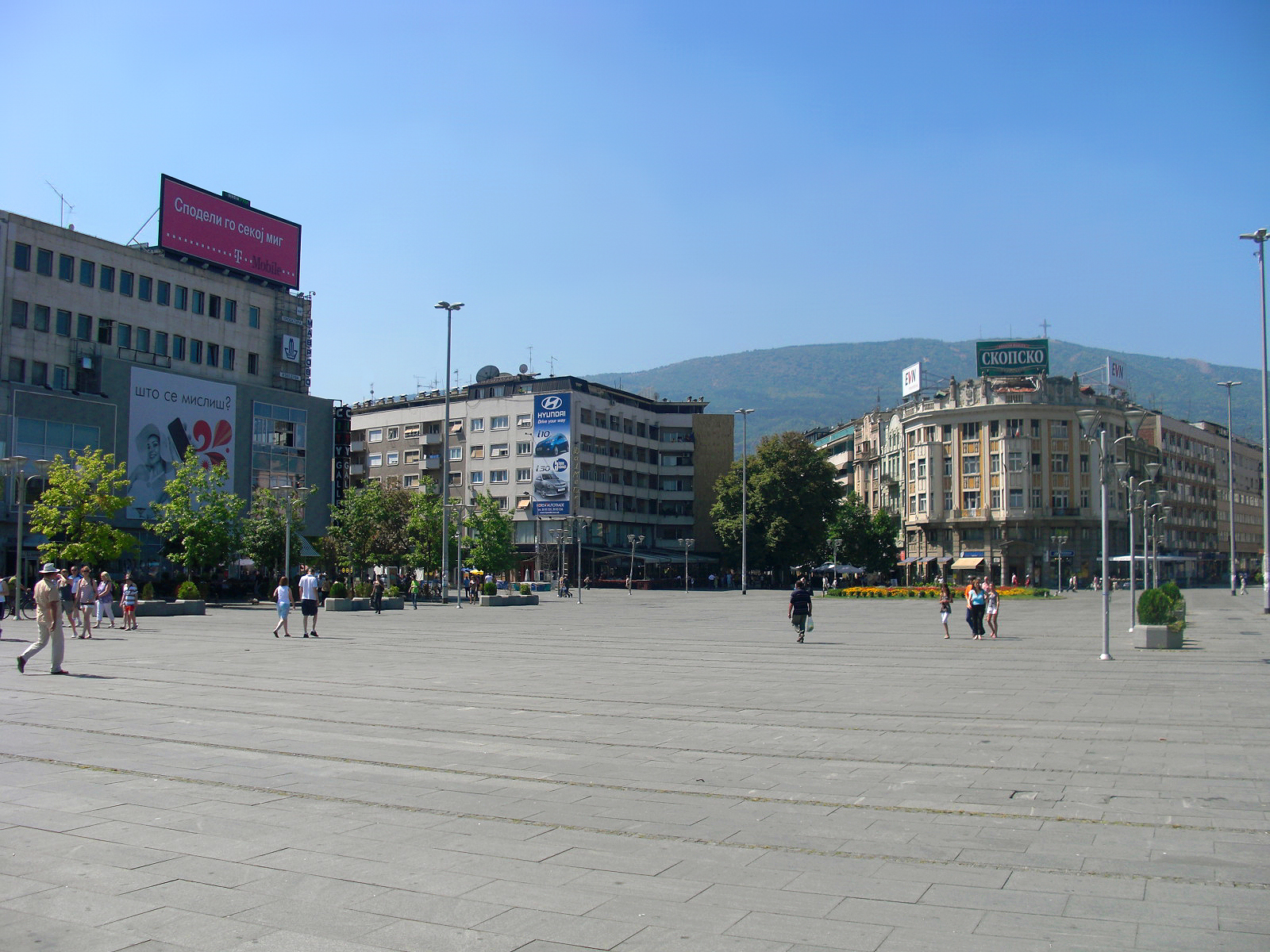
Площадь Македония, городской центр Скопье

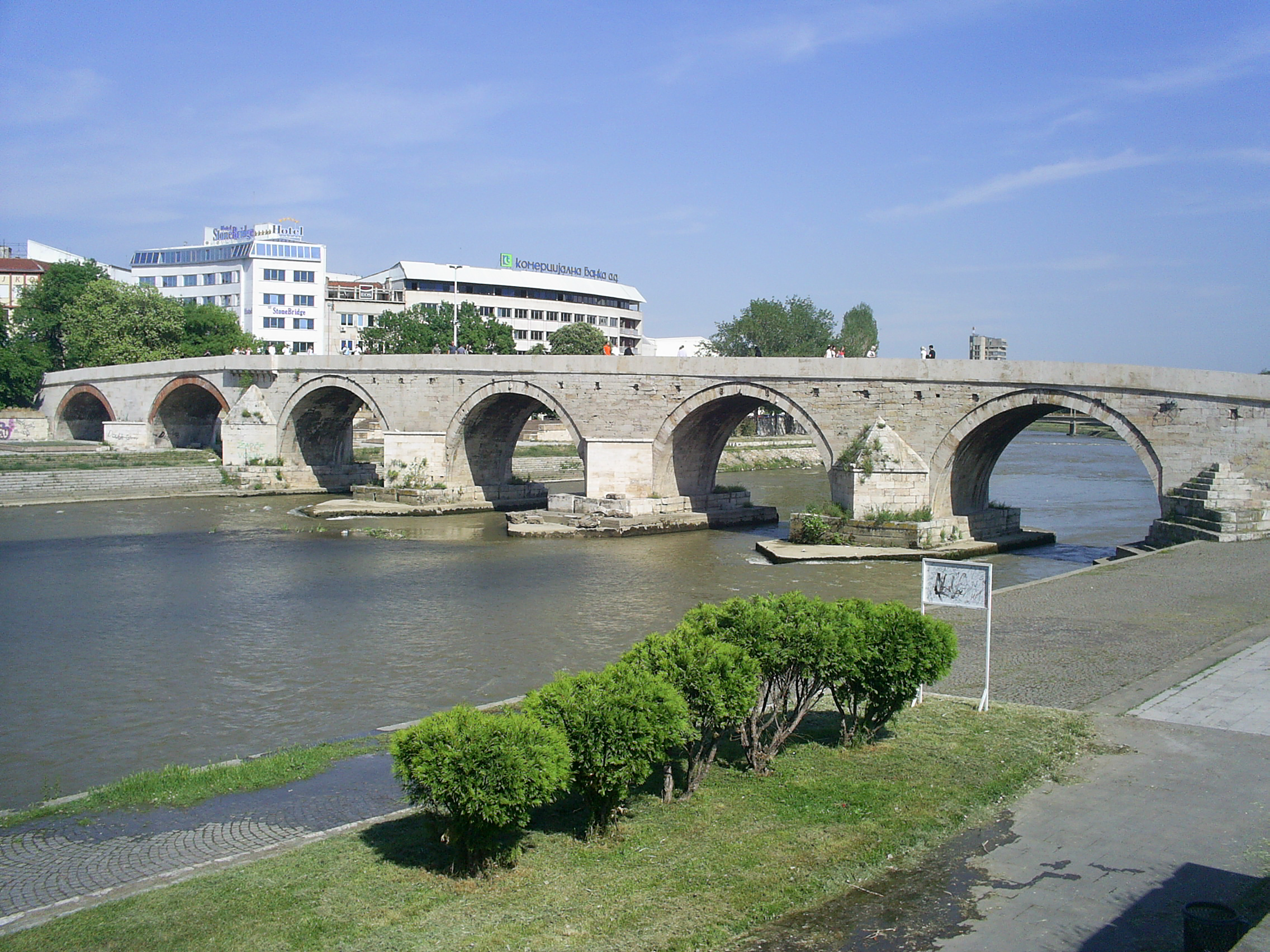
Каменный мост между площадью Македония и Старой скопской чаршией